# Орбах, Элейн Кансилла
Элейн Кансилла Орбах, в девичестве Элейн Кансилла (англ. Elaine Cancilla Orbach, 19.01.1940 — 01.04.2009) — американская актриса мюзикла, танцовщица, певица.

## Биография
Элейн Кансилла родилась 19 января 1940 года в Питтсфилде, штат Массачусетс. 
С десяти до шестнадцати лет она училась танцам в общественной школе этого города. По настоянию учителя хореографии она прошла прослушивание у Джорджа Баланчина в Школе американского балета. В семнадцать лет её приняли туда на полную стипендию. Она начала занятия в балетном классе Жака д'Амбуазу, где также преподавали Мелисса Хейден и Патрисия Макбрайд. Увидев оригинальную постановку мюзикла «Вестсайдская история», она решила стать танцовщицей шоу на Бродвейской сцене. В возрасте девятнадцати лет Элейн приняла участие в своём первом мюзикле «Fiorello!». 
Сразу из этого шоу она перешла в постановку «Как преуспеть в бизнесе, ничего не делая», где стала любимой танцовщицей хореографа Боба Фосси. В свободное время она и другие танцоры неоднократно посещали театр Империал, где в начале 1960-х главные роли исполняли Анна Мария Альбергетти и Джерри Орбах, который спустя несколько лет станет её мужем. 
Позже Элейн Кансилла участвовала в других бродвейских шоу, в том числе в новаторской постановке Фосси «Милая Чарити», где она была занята в нескольких танцевальных номерах и, при необходимости, заменяла ведущую исполнительницу Гвен Вердон. Когда в 1967 году шоу отправилось в гастрольный тур по США, актриса исполняла заглавную роль уже постоянно.
В течение последующих восьми лет она была занята в ведущих ролях в знаменитом сезонном летнем театре «The Melody Top» в Милуоки. В 1975 году по приглашению Боба Фосси она участвовала в оригинальной постановке «Чикаго» на Бродвее. Там она впервые лично познакомилась с Джерри Орбахом. Они встречались несколько лет и в 1979 году решили пожениться. После свадьбы Элейн ушла из шоу-бизнеса и посвятила себя браку. Вместе со своим мужем она принимала активное участие во многих благотворительных организациях.
Позже Элейн напишет мемуары о своём браке с Джерри Орбахом «Помни, как я тебя люблю: обычные моменты в необычном браке». 
Элейн Кансилла Орбах скончалась в 2009 году от осложнений в результате перенесённой пневмонии. 